# Зомепирак
Зомепирак (англ. Zomepirac) — нестероидный противовоспалительный препарат (НПВП) класса производных гетероциклической уксусной (гетероарил-уксусной) кислоты. Отозван с производства в марте 1983 из-за токсичности.

## Описание и свойства
Как ингибитор простагландин-синтетазы, обладает противовоспалительными, обезболивающими и жаропонижающими эффектами. По химической формуле схож с толметином (изначально зомепирак применяли по тем же показаниям, что и толметин), однако сильно отличается по клиническим свойствам. Зомепирак был разработан McNeil Pharmaceutical и одобрен Управлением по санитарному надзору за качеством пищевых продуктов и медикаментов в 1980 году. Продавался под торговой маркой Zomax. Благодаря своей клинической эффективности, быстро распространился на рынке анальгетиков. Эффективность зомепирака по анельгезирующим свойствам оказалась сопоставима с морфином, что привело к массовому распространению препарата как анальгетика. Позднее выявили, что применение зомепирака вызывает анафилаксию со смертельным исходом. В марте 1983 года препарат сняли с производства.
Все нестероидные противовоспалительные препараты (НПВП) схожи по химическим и фармакологическим свойствам. Они хорошо усваиваются в желудочно-кишечном тракте, объединяются с альбумином сыворотки крови и равномерно распределяются. Метаболизируются в печени, выводятся через почки. Также данные препараты объединяют противопоказания и основные побочные эффекты. Например, при кратковременном приёме НПВП в малых дозах, были выявлены побочные эффекты у 25 % пациентов, а у 5 % больных данные эффекты представляли 
серьёзную угрозу для жизни. Побочные эффекты особенно развиваются у пожилых людей, которые составляют более 60 % от общего количества потребителей нестероидных противовоспалительных препаратов. Среди побочных эффектов наиболее часто встречаются тошнота и рвота, гастропатии, кардио-васкулярные осложнения, гепатотоксичность и сенситивный эффект.

Синтез Зомиперака